# John Charles McQuaid

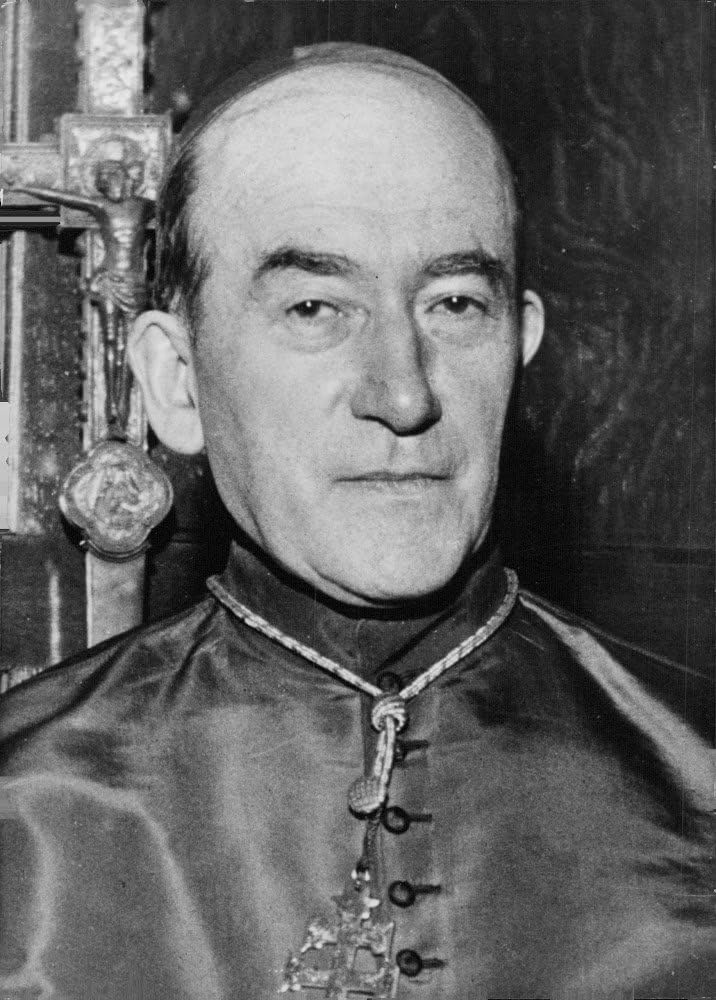
Erzbischof John Charles McQuaid CSSp (1950)

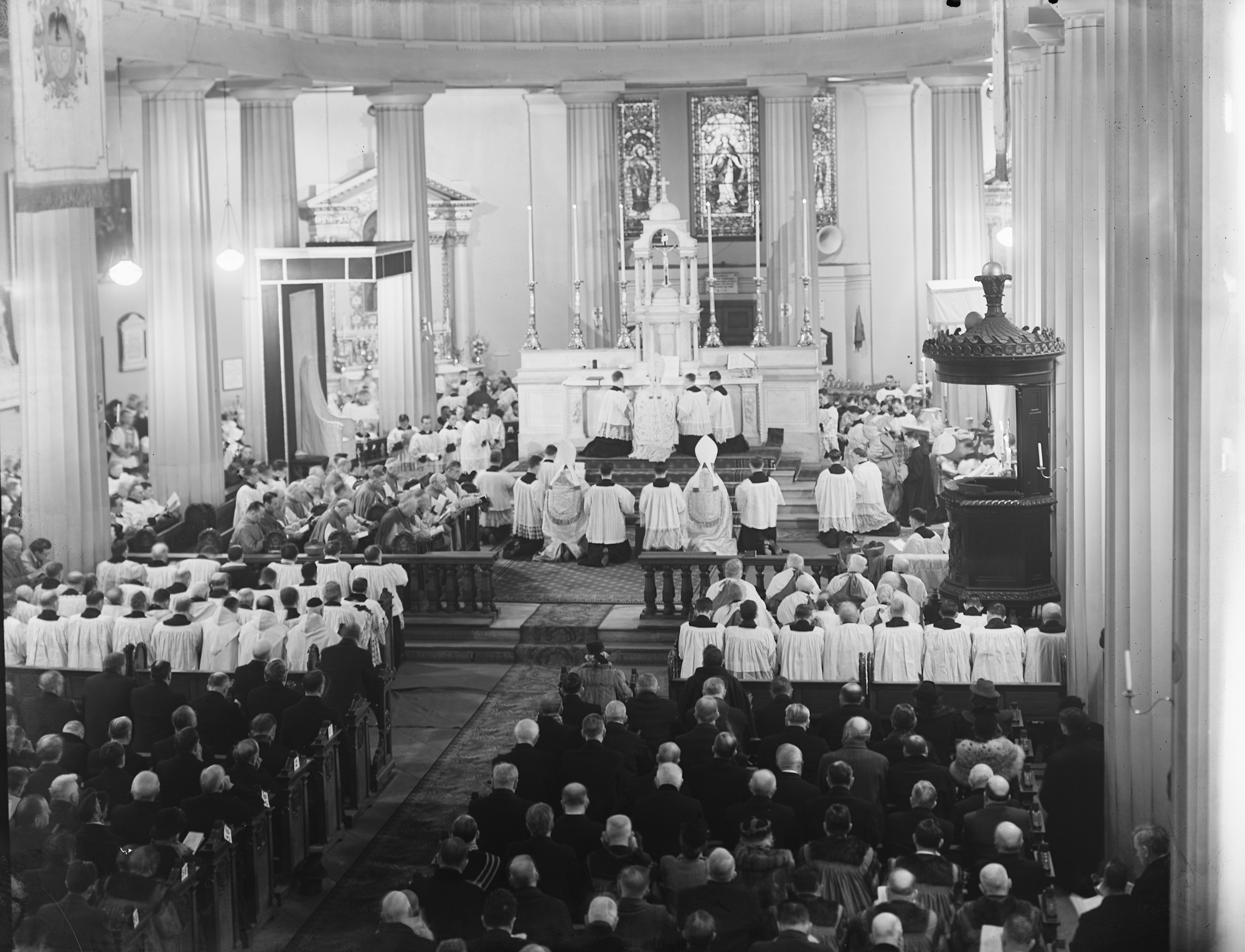
Bischofsweihe von Erzbischof McQuaid in der St Mary’s Pro-Cathedral (1940)

John Charles McQuaid CSSp (* 28. Juli 1895 in Cootehill, County Cavan; † 7. April 1973 in Dublin, County Dublin) war ein irischer Ordensgeistlicher und römisch-katholischer Erzbischof von Dublin.

## Leben
John Charles McQuaid trat der Ordensgemeinschaft der Spiritaner bei und empfing am 29. Juni 1924 das Sakrament der Priesterweihe.
Am 6. November 1940 wurde er zum Erzbischof von Dublin ernannt. Die Bischofsweihe spendete ihm am 27. Dezember desselben Jahres der Erzbischof von Armagh, Joseph Kardinal MacRory; Mitkonsekratoren waren der Bischof von Ossory, Patrick Collier, und der Weihbischof in Dublin, Francis Joseph Wall.
Zwischen 1962 und 1965 nahm John Charles McQuaid als Konzilsvater an allen vier Sitzungsperioden des Zweiten Vatikanischen Konzils teil. Er blieb bis zu seiner Emeritierung am 29. Dezember 1971 als Erzbischof im Amt.